# Koshkonong (Wisconsin)
Koshkonong – miasto w Stanach Zjednoczonych, w stanie Wisconsin, w hrabstwie Jefferson.